# BET International
BET International fue un canal de televisión abierta británico-irlandés enfocada en la cultura negra. Fue lanzado el 28 de febrero de 2008 en el Reino Unido, y tenía su sede en Londres. Antes de su reemplazo por una versión doméstica, el canal también se emitió en África, junto con la región de Medio Oriente y África del Norte. Era la señal local de su contraparte estadounidensedel mismo nombre, transmitiendo contenido producido para BET de Estados Unidos y Canadá. Nunca se produjeron contenidos originarios del Reino Unido para el canal.

## Historia
BET International Inc. recibió una licencia para transmitir en el Reino Unido en mayo de 2007 por ofcom. En 2006, se anunció que BET celebraría sus primeros premios anuales de Hip-Hop y, como parte del anuncio, también señalaron que habría una categoría de "Mejor artista del Reino Unido", siendo el ganador el músico Sway.

### Disponibilidad
BET se lanzó en la plataforma Sky del Reino Unido el 27 de febrero de 2008, un día antes de lo anunciado originalmente. Comenzó con varios contenidos de BET, como 106 & Park, American Gangster y College Hill. El canal estaba disponible en el canal Sky 194. El canal se lanzó en Freesat en agosto de 2008, en el canal 140. BET +1 también se agregó a Freesat cuando fue lanzada a fines de 2008. Estas señales también están disponibles de forma gratuita en el resto de Europa a través del satélite Eutelsat 28A. A principios de julio de 2009, Freesat habilitó un canal de eventos temporales en HD para los BET Awards 2009.
BET África estuvo disponible en Kenia en Zuku TV en el canal 125 y en StarTimes en el canal 132.
El canal estuvo disponible en el transmisor por satélite panafricano dstv en el Canal 135 hasta el 2 de abril de 2015, cuando fue reemplazado por una transmisión de BET doméstica, que incluía programación local junto con la programación de BET International.
BET International se eliminó de StarSat en Sudáfrica y de StarTimes a través de África el 30 de noviembre de 2015.
El 4 de noviembre de 2014, BET +1 cerró y fue reemplazado por 5* +1 en Sky.
A partir de 2018, BET Africa fue agregado al canal 21 de GOtv.
El 5 de mayo de 2020, BET se eliminó de Freesat.
El 30 de marzo de 2021, se anunció que BET cerraría como canal de televisión lineal el 8 de abril de 2021 en el Reino Unido e Irlanda. El contenido de BET International se distribuyó entre los servicios de transmisión de My5 y Pluto TV, y también se transmitirá en Paramount+ en su lanzamiento paneuropeo en 2022 (todos propiedad de ViacomCBS).A octubre de 2022, el canal aun se mantiene en emisión en África.

## Programación
La cadena transmitió una gran parte de la programación original y producida por la cadena estadounidense BET, junto con algunos programas selectos de MTV y VH1. También llevó comedias de situación estadounidenses y británicas adquiridas enfocadas en negros que originalmente se emitieron en redes terrestres en ambos países.